# Alexander De Croo
Alexander De Croo (Vilvoorde, 3 de novembre de 1975) és un polític, empresari i economista flamenc, que des del 12 de desembre de 2009 és president de l'Open Vlaamse Liberalen en Democraten. És fill de Herman De Croo, antic ministre i membre de la Cambra de Representants de Bèlgica.
El 1998 es graduà en enginyeria comercial a la Vrije Universiteit Brussel i el 2002 assistí a la Northwestern University de Chicago per a obtenir un màster en administració d'empreses a la Kellogg School of Management. El 1999 es va convertir en líder del projecte del Boston Consulting Group. A partir de 2006, va fundar una nova empresa anomenada Dards-ip especialitzada en la prestació de serveis professionals de la Propietat Intel·lectual.

## Política
Es presentà per primer cop a les eleccions europees de 2009, en el 10è lloc de la llista de l'Open VLD. Va rebre 47.779 vots i no fou escollit. El 26 d'octubre de 2009 es va convertir en candidat a la presidència de l'Open VLD per a succeir el president de transició, Guy Verhofstadt, amb Vincent Van Quickenborne i Patricia Ceysens com a companys per a competir contra Marino Keulen i Gwendolyn Rutten. El 12 de desembre de 2009 va ser elegit president en la segona volta amb 11.676 vots, mentre que Marino Keulen en va rebre 9.614. La seva elecció és remarcable perquè no té cap experiència pràctica prèvia de mandat polític. Tanmateix, no va poder evitar que continués la davallada del seu partit a les eleccions legislatives belgues de 2010, en les què aconseguí ser membre del Senat de Bèlgica.
Cinc mesos després de ser elegit líder del partit, De Croo va amenaçar amb retirar l'Open VLD de la coalició de govern del primer ministre Yves Leterme si no hi havia solució a la disputa constitucional en la qüestió de la votació Brussel·les-Halle-Vilvoorde, i passat el termini, el partit va abandonar el govern, que va caure.

### Primer ministre
Després de les eleccions legislatives belgues de 2019, Charles Michel del Mouvement Réformateur (MR) va exercir de primer ministre interí fins al 27 d'octubre de 2019, quan fou nomenat President del Consell Europeu sent rellevat per Sophie Wilmès també del MR fins que l'1 d'octubre de 2020 Alexander De Croo de l'Open Vlaamse Liberalen en Democraten (Open Vld) va assumir el càrrec de primer ministre amb el govern de coalició del seu partit, l'Open Vld amb el MR, els socialistes de Flandes (Endavant) i de Valònia (PS), Christen-Democratisch en Vlaams (CD&V) i els ecologistes flamencs i els valons.
En 2021 el seu govern va decidir tancar les set centrals nuclears del país en 2025 però al març de 2022, en el context de la Invasió russa d'Ucraïna va decidir allargar l'operació de dos reactors nuclears més enllà del 2025, per tal de preservar la seguretat del subministrament a nivell energètic.
El govern s'enfrontà a crítiques per la seva gestió de l'economia doncs el dèficit del govern arriba al 5,9% del PIB el 2023 i el deute del 108,2%.
El primer ministre De Croo va dimitir el 9 de juny de 2024 pels mals resultats en les eleccions federals, regionals i europees del seu partit, l'Open Vld.